# Joseph August Schenk
Joseph August Schenk ( * 17 de abril de 1815, Hallein- 1891, Múnich) fue un botánico, paleontólogo alemán.
Se especializó en fósiles vegetales.
Schenk estudia en Múnich, Erlangen, Viena y en Berlín historia natural y medicina, habilitándose en 1841. Y ejerce la docencia en Botánica en Múnich, y en Würzburg; donde en 1845 es Profesor de Botánica. En 1868 se ubica en la Universidad de Leipzig, donde desarrolla su Jardín Botánico.

## Obras
- Über das Vorkommen kontraktiler Zellen im Pflanzenreich (Würzb. 1858)
- Algologische Mitteilungen (in den „Verhandlungen der Physikalisch-Medizinischen Gesellschaft zu Würzburg“, Bd. 8 und 9)
- Beiträge zur Flora der Vorwelt (Kassel 1863)
- Beiträge zur Flora des Keupers und der rätischen Formation (Bamb. 1864, mit 8 Tafeln)
- Die fossile Flora der Grenzschichten des Keupers und Lias Frankens (Wiesb. 1865-67, mit 45 Tafeln)
- Die fossile Flora der nordwestdeutschen Wealdenformation (Kassel 1871, mit 22 Tafeln)
- Pflanzen aus der Steinkohlenformation und jurassische Pflanzen aus China (in Richthofens „China“, Bd. 4, 1882).
- Colabors en „Flora brasiliensis“ con el botánico y naturalista Carl Friedrich Philipp von Martius en fósiled (1883)
- „Handbuch der Botanik“ (Bresl. 1879-86, 3 Bde. *Die fossilen Pflanzenreste, 1888
- „Mitteilungen aus dem Gesamtgebiet der Botanik“ (Leipz., 1871-75).
- „Handbuch der Paläontologie“.

- La abreviatura «Schenk» se emplea para indicar a Joseph August Schenk como autoridad en la descripción y clasificación científica de los vegetales.[1]